# L'equivoco
L'equivoco, o Le vicende del Martinaccio è un'opera di Carlo Coccia su libretto di Gaetano Gasbarri. La prima rappresentazione ebbe luogo al Teatro Marsigli di Bologna durante il carnevale 1809.
Gli interpreti della prima rappresentazione furono:
| Personaggio            | Interprete         |
| ---------------------- | ------------------ |
| Serpilla               | Metilde Spagna     |
| M. Ernesto Salanti     | Luigi Riccardi     |
| Conte Lodovico Altieri | Cesare Giusti      |
| Don Baracca            | Filippo Celli      |
| Martinaccio            | Luigi Martinelli   |
| Sandrina               | Maddalena De Paoli |